# Кофейня «?»
Кафана «?», также известная под названием «Вопросительный знак» (серб. Знак питања) — одна из старейших кафан Сербии и Белграда. Её история начинается в 1823 году. Расположена на улице короля Петара. Памятник культуры.

## Истоки
В XIX веке, когда создавалось современное сербское государство, частные дома меньше всего были поприщем общественной жизни. Турецкое влияние сказывалось и на семейном укладе, скрытом от глаз посторонних, в том числе и турецких властей. Тех, кто не принадлежал к семейному кругу, приглашали в дом только по большим праздникам или в день, когда семья отмечала день своего святого покровителя. Вся деятельность иного рода происходила за стенами дома, в кофейнях (тур. кафана), в которых и шла социальная, культурная и политическая жизнь.
«В первые дни становления будущей столицы, когда в белградском пашалыке (округе) ещё жили турки, мелкие сделки между торговым и ремесленным людом заключались у порога их лавок или мастерских. Кир Никольче заглянул бы в лавку Кир Стерии, тот моментально поставил бы на мангал „турку“, кто-то из сыновей подсел бы к мангалу помешивать дымящийся кофе специальной деревянной палочкой. Зажиточные хозяева усаживались бы по-турецки, со скрещенными ногами, возле порога и, пригнувшись, шептались бы о чём-то, сложив руки на коленях. Так оговаривались небольшие дела, а более важные сделки заключались на постоялых дворах (тур. ханах), где была сосредоточена вся тогдашняя деловая жизнь округа (тур. пашалыка). Эти места были чем-то вроде биржи, через которую шла вся внешняя и внутренняя торговля, заключались сделки, даже устанавливались курсы разных монет, ходивших тогда в обращении в нашем городе. Постепенно ханы, где посетители сидели на циновках, заменили кофейни, где уже стояли столы с лавками и табуретками. Вслед за этим и вся деловая жизнь переместилась туда же. В кофейнях собирались все слои тогдашнего общества — торговцы, ремесленники, чиновники. Там совершалась купля-продажа, заключались сделки, брали и возвращались долги, обменивали деньги, покупали и продавали недвижимость; там нанимались на работу, искали напарников и учеников, сватали и договаривались о браке, кумовстве, приятельстве; там делалась политика, писались прошения и жалобы властям, составлялись судебные иски; это было место встреч и знакомств. И при любой сделке, личного или коммерческого характера, хозяину кофейни обязательно оставляли залог (тур. алвалук), и этот обычай ещё крепче связывал людей с тем местом».
Одной из кофеен, которая с момента своего возникновения играла важную роль в общественной жизни города, и была «Знак питања» по улице Короля Петра, д.6, в бывшем Главном округе. Сейчас на этом месте кафе с тем же названием.
Одна из самых длинных улиц в центре Белграда, ул. Короля Петра, которая начинается от Соборной церкви и заканчивается на Дорчоле, долгое время была торговой и делилась на три округа: Главный, Зерек и Дорчол. Главная округ начинался от Соборной церкви до перекрестка с улицей Князя Михаила. Позже она называлась Трговачка, затем — Дубровачка.

## Приватизация
Дом, в котором и сейчас находится кафе «Знак питања», в 1823 году, по распоряжению князя Милоша, построил купец первой гильдии Наумом Ичко, впоследствии торговый консул. Он был сыном Петра Ичко, известный в нашей истории как один из организаторов Первого Сербского восстания и автор «Ичкова мира», заключённого Сербией с Портой в 1806 году. Согласно этому миру, Сербия получала возможность платить налоги единой данью, собираемой сербскими властями и передаваемой турецкому финансовому чиновнику (мухасилу). Сербов стали принимать на государственную службу, из которой были удалены янычары (воины) и кирджалии (разбойники). В Сербии назначался наследный князь, а турецкое население имело право жить только в пределах крепости. Таким образом складывались условия для создания нового сербского государства. Впоследствии Петар Ичко был назначен торговым консулом в Белграде. Это звание в период правления князя Милоша перешло к его сыну, Науму. Высокий статус и соответствующее материальное обеспечение породили в тогдашних городских кругах мнение, что дом принадлежит Науму Ичко, однако, согласно поднятым после его смерти в 1827 году документам, стало ясно, что человек строгих моральных принципов, хотя и занимавший столь высокий пост, не мог позволить себе купить дом в Главном дистрикте. На самом деле этот дом принадлежал князю Милошу.

## Внешний вид
Дом построен «греческими мастерами» в традиционном балканском стиле. Конструкция выполнена в манере «бондрук», с асимметричным планом внутреннего пространства, с двумя эркерами на втором этаже главного фасада. Строение двухэтажное с подвалом. Вход со стороны улицы. За домом находится дворик с садом. Подвал площадью 6×12 м построен из кирпича с массивными сводами. На первом этаже асимметрично расположены три помещения площадью 4×9 м; 2,5×4,5 м и 7×7 м; на втором этаже шесть помещений — большой зал 9×3 м; две симметрично расположенные комнаты по 5×5 м с эркерами, смотрящими на улицу; комната 3,5×4 м; кухня 4×3 м и подсобное помещение 2,5×2,5 м. Со времён постройки планировка дома почти не менялась, хотя со временем на первом этаже кое-какая перепланировка всё же была произведена.
В настоящее время это один из старейших домов в Белграде и, конечно, самый старый из сохранившихся домов, построенных в тогдашней сербской части городского посада. Это типичный жилой дом начала XIX века, один из всего нескольких дошедших до нас примеров архитектуры того времени. В записках путешественников первой половины XIX века часто встречается упоминание о «Сербской кофейне» (Српска кафана), которая находилась в этом доме, как об одной из немногих и наиболее популярной среди знаменитостей культурной и общественной жизни тогдашней Сербии. Несмотря на то, что в это заведение захаживали важные персоны, князь Милош в 1824 году ввёл запрет на курение перед входом, ибо «напротив была церковь».
С 1826 года, когда дом был подарен князем Милошем зятю Наума Ичко Эчиму-Томе Костичу за то, что тот вылечил многих раненых и его самого во время Второго Сербского восстания, кофейню стали называть «Эчим-Томина».

## Имя
С тех пор, как наследники Эчим-Томы продали своё заведение, неоднократно менялись и его владельцы и название. В 1878 году оно называлось «Код пастира» (У пастуха), в 1892 году поменяло название на «Код Саборне цркве» (У Соборной церкви), правда, ненадолго, поскольку название не соответствовало закону о питейных заведениях и, по мнению церковных властей, унижало достоинство церкви. До окончания спора с властями, а отчасти в знак протеста против притеснения, новый хозяин не стал придумывать другого названия, а временно просто поставил «?». С тех пор и поныне это название закрепилось за кофейней.
В журнале «Београдске општинске новине», в котором печаталась информация о коммунальной, деловой и культурной жизни Белграда, из сентябрьского номера за 1940 год мы узнаём, что к тогдашнему домовладельцу г-ну Ивану Павловичу, торговцу церковной утварью, обращались многие желавшие купить его дом, однако он отказывался продавать его, так как хотел сохранить дом для будущих поколений. Павлович рассчитывал продать его только муниципалитету при условии достойного содержания и сохранения предназначения его дома. По его словам, дом должен был бы получить национальный статус и хорошо было бы устроить в нём Музей белградской старины.
Сразу по окончании войны в 1946 году дом, в котором и сейчас находится кафе «Знак питања», был объявлен памятником культуры. С тех пор в нём проводились работы по консервации, но предназначение никогда не менялось.
Это место было и осталось культовым. И сегодня сюда заглядывают как городские и заезжие знаменитости, так и просто живущие поблизости или те, кто ходит в Соборную церковь.
В начале этого века, в процессе приватизации и это заведение могло сменить владельца, а вместе с ним, возможно, и вид деятельности, которому без малого два века. Однако, благодаря протесту в первую очередь верных посетителей, общественности, заботящейся о сохранении традиций своего города, и профессионального сообщества, внешний вид и назначение объекта сохранены. На самом деле это уже не просто архитектурная, историческая и культурная достопримечательность, это настоящий институт.